# Tournoi de clôture du championnat du Nicaragua de football 2020
Navigation
Tournoi précédent Tournoi suivant
Le Tournoi Clausura 2020 est le sixième tournoi saisonnier disputé au Nicaragua.
C'est cependant la 80e fois que le titre de champion du Nicaragua est remis en jeu.
Chacun des dix clubs participant sera confronté deux fois aux neuf autres équipes. Puis les quatre meilleurs s'affronteront lors d'une phase finale à la fin du tournoi.
C'est de nouveau le Real Estelí FC qui remporte un troisième titre consécutif et se qualifie pour la Ligue de la CONCACAF 2020 en compagnie du finaliste du Managua FC (en) dans une saison qui n'aura pas connu de pause liée à la pandémie de Covid-19, un des rares championnats dans cette situation.

## Les dix équipes participantes
Ce tableau présente les dix équipes qualifiées pour disputer le championnat 2019-2020. On y trouve le nom des clubs, le nom des stades dans lesquels ils évoluent ainsi que la capacité et la localisation de ces derniers.
| Club                       | Stade                                        | Capacité | Ville       |
| Chinandega FC (en)         | Stade Efraín Tijerino                        | 8 000    | Chinandega  |
| Diriangén FC               | Stade Cacique Diriangén                      | 7 500    | Diriamba    |
| ART Municipal Jalapa (en)  | Stade Alejandro Ramos                        | 1 000    | Jalapa      |
| Juventus Managua           | Stade olympique de l'Indépendance de Managua | 8 000    | Managua     |
| Managua FC (en)            | Stade olympique de l'Indépendance de Managua | 8 000    | Managua     |
| Deportivo Las Sabanas (en) | Stade municipal de Las Sabanas               | 1 000    | Las Sabanas |
| Real Estelí FC             | Stade de l'Indépendance                      | 4 800    | Estelí      |
| Real Madriz                | Stade Augusto Cesar Mendoza                  | 3 000    | Somoto      |
| Deportivo Ocotal (en)      | Stade Glorias del Beisbol Segoviano          | 5 000    | Ocotal      |
| Deportivo Walter Ferreti   | Stade olympique de l'Indépendance de Managua | 8 000    | Managua     |

| \| Managua : Juventus Walter Ferreti Managua FC Managua Diriangén Estelí Madriz Chinandega Ocotal Jalapa Las Sabanas \| Localisation des équipes engagées dans le championnat. |
| Managua : Juventus Walter Ferreti Managua FC Managua Diriangén Estelí Madriz Chinandega Ocotal Jalapa Las Sabanas                                                              |

## Compétition
Le tournoi Clausura se déroule de la même façon que les tournois saisonniers précédents, en deux phases :
- La phase régulière : les dix-huit journées de championnat.
- La seconde phase : les matchs aller-retour allant des quarts de finale à la finale.

### Phase régulière
Lors de la phase régulière les dix équipes affrontent à deux reprises les neuf autres équipes selon un calendrier tiré aléatoirement.
Les quatre meilleures équipes sont directement qualifiées pour la seconde phase.
Le classement est établi sur le barème de points classique (victoire à 3 points, match nul à 1, défaite à 0).
Le départage final se fait selon les critères suivants :
- Le nombre de points.
- La différence de buts générale.
- Le nombre de buts marqué.

| Rang | Équipe                       | Pts | J  | G  | N | P  | Bp | Bc | Diff |
| ---- | ---------------------------- | --- | -- | -- | - | -- | -- | -- | ---- |
| 1    | Managua FC (en)              | 42  | 18 | 13 | 3 | 2  | 33 | 15 | +18  |
| 2    | Real Estelí FC T             | 35  | 18 | 10 | 5 | 3  | 29 | 11 | +18  |
| 3    | Diriangén FC                 | 35  | 18 | 10 | 5 | 3  | 22 | 11 | +11  |
| 4    | Deportivo Walter Ferreti     | 30  | 18 | 9  | 3 | 6  | 31 | 18 | +13  |
| 5    | ART Municipal Jalapa (en)    | 23  | 18 | 6  | 5 | 7  | 17 | 21 | -4   |
| 6    | Juventus Managua             | 21  | 18 | 5  | 6 | 7  | 24 | 23 | +1   |
| 7    | Chinandega FC (en)           | 18  | 18 | 5  | 3 | 10 | 18 | 31 | -13  |
| 8    | Real Madriz                  | 17  | 18 | 5  | 2 | 11 | 15 | 28 | -13  |
| 9    | Deportivo Ocotal (en)        | 16  | 18 | 4  | 4 | 10 | 14 | 25 | -11  |
| 10   | Deportivo Las Sabanas (en) P | 12  | 18 | 2  | 6 | 10 | 11 | 31 | -20  |

| Légende : Qualifications et relégations | Légende : Qualifications et relégations          |
| --------------------------------------- | ------------------------------------------------ |
|                                         | Qualifié pour les demi-finales                   |
|                                         | Qualifié pour les quarts de finale               |
|                                         | T Tenant du titre P Promu de la saison 2018-2019 |

| Résultats (▼dom., ►ext.)                                   | ART | DLS | DPO | Chi | Dir | Juv | Man | Est | Mad | Wal |
| ART Municipal Jalapa (en)                                  |     | 1-0 | 2-1 | 0-1 | 0-0 | 2-0 | 1-1 | 1-2 | 1-0 | 2-0 |
| Deportivo Las Sabanas (en)                                 | 0-0 |     | 0-0 | 1-1 | 1-1 | 1-1 | 0-1 | 1-2 | 2-1 | 0-2 |
| Deportivo Ocotal (en)                                      | 1-2 | 1-1 |     | 1-0 | 0-0 | 0-0 | 3-1 | 1-2 | 0-1 | 0-1 |
| Chinandega FC (en)                                         | 1-0 | 3-0 | 2-3 |     | 0-1 | 4-0 | 0-1 | 1-3 | 2-1 | 1-1 |
| Diriangén FC                                               | 0-0 | 1-2 | 2-0 | 3-0 |     | 1-0 | 2-0 | 2-0 | 3-1 | 2-1 |
| Juventus Managua                                           | 3-2 | 5-0 | 0-1 | 1-1 | 3-0 |     | 1-2 | 0-0 | 2-0 | 4-1 |
| Managua FC (en)                                            | 6-1 | 4-1 | 2-1 | 1-0 | 2-1 | 4-2 |     | 1-1 | 3-1 | 1-0 |
| Real Estelí FC                                             | 2-0 | 1-0 | 5-0 | 5-1 | 0-0 | 0-0 | 0-2 |     | 4-0 | 0-0 |
| Real Madriz                                                | 1-0 | 4-1 | 2-0 | 2-0 | 0-1 | 0-0 | 0-0 | 0-2 |     | 1-2 |
| Deportivo Walter Ferreti                                   | 2-2 | 2-0 | 2-1 | 7-0 | 1-2 | 4-1 | 0-1 | 1-0 | 4-0 |     |
| - Victoire à domicile - Match nul - Victoire à l'extérieur |     |     |     |     |     |     |     |     |     |     |

### La phase finale
Les six équipes qualifiées sont réparties dans le tableau final d'après leur classement général, le deuxième affrontant lors des demi-finales le vainqueur du quart opposant le quatrième au cinquième et le premier affrontant le vainqueur du quart opposant le troisième au sixième.
En cas d'égalité, les deux équipes sont dans un premier temps départagées par la règle des buts marqués à l'extérieur puis par leur classement général si cela est nécessaire, sauf lors de la finale où des prolongations puis une séance de tirs au but ont éventuellement lieu. Les quarts de finale ne se jouent que sur un match.

#### Tableau
|  |                           |                 |                 |                          |               |     |   |                |            |            |            |            |  |  |        |        |        |        |        |  |  |
|  | 1/4 de finale             | 1/4 de finale   | 1/4 de finale   | 1/4 de finale            | 1/4 de finale |     |   | 1/2 finale     | 1/2 finale | 1/2 finale | 1/2 finale | 1/2 finale |  |  | Finale | Finale | Finale | Finale | Finale |  |  |
|  |                           |                 |                 |                          |               |     |   |                |            |            |            |            |  |  |        |        |        |        |        |  |  |
|  |                           |                 |                 |                          |               |     |   |                |            |            |            |            |  |  |        |        |        |        |        |  |  |
|  | Diriangén FC              | (3)             | 1               |                          |               |     |   |                |            |            |            |            |  |  |        |        |        |        |        |  |  |
|  | Diriangén FC              | (3)             | 1               |                          |               |     |   |                |            |            |            |            |  |  |        |        |        |        |        |  |  |
|  | Juventus Managua          | (6)             | 0               |                          |               |     |   |                |            |            |            |            |  |  |        |        |        |        |        |  |  |
|  | Juventus Managua          | (6)             | 0               | Diriangén FC             | (3)           | 0   | 0 |                |            |            |            |            |  |  |        |        |        |        |        |  |  |
|  |                           |                 |                 |                          |               | 0   | 0 |                |            |            |            |            |  |  |        |        |        |        |        |  |  |
|  |                           |                 | Real Estelí FC  | (2)                      | 1             | 0   |   |                |            |            |            |            |  |  |        |        |        |        |        |  |  |
|  |                           |                 |                 |                          |               | 0   |   |                |            |            |            |            |  |  |        |        |        |        |        |  |  |
|  |                           |                 |                 |                          |               |     |   |                |            |            |            |            |  |  |        |        |        |        |        |  |  |
|  |                           |                 |                 |                          |               |     |   |                |            |            |            |            |  |  |        |        |        |        |        |  |  |
|  |                           |                 |                 |                          |               |     |   | Real Estelí FC | (2)        | 1          | 3          |            |  |  |        |        |        |        |        |  |  |
|  |                           |                 |                 |                          |               |     |   | Real Estelí FC | (2)        | 1          | 3          |            |  |  |        |        |        |        |        |  |  |
|  |                           | Managua FC (en) | (1)             | 1                        | 1             |     |   |                |            |            |            |            |  |  |        |        |        |        |        |  |  |
|  | Deportivo Walter Ferreti  | Managua FC (en) | (1)             | 1                        | 1             | (4) | 5 |                |            |            |            |            |  |  |        |        |        |        |        |  |  |
|  | Deportivo Walter Ferreti  |                 |                 |                          |               |     | 5 |                |            |            |            |            |  |  |        |        |        |        |        |  |  |
|  | ART Municipal Jalapa (en) | (5)             | 1               |                          |               |     |   |                |            |            |            |            |  |  |        |        |        |        |        |  |  |
|  | ART Municipal Jalapa (en) | (5)             | 1               | Deportivo Walter Ferreti | (4)           | 0   | 2 |                |            |            |            |            |  |  |        |        |        |        |        |  |  |
|  |                           |                 |                 |                          |               | 0   | 2 |                |            |            |            |            |  |  |        |        |        |        |        |  |  |
|  |                           |                 | Managua FC (en) | (1)                      | 0             | 4   |   |                |            |            |            |            |  |  |        |        |        |        |        |  |  |
|  |                           |                 |                 |                          |               | 4   |   |                |            |            |            |            |  |  |        |        |        |        |        |  |  |
|  |                           |                 |                 |                          |               |     |   |                |            |            |            |            |  |  |        |        |        |        |        |  |  |
|  |                           |                 |                 |                          |               |     |   |                |            |            |            |            |  |  |        |        |        |        |        |  |  |
|  |                           |                 |                 |                          |               |     |   |                |            |            |            |            |  |  |        |        |        |        |        |  |  |

#### Quarts de finale
| Club                     | Score | Club                      | Commentaire |
| Diriangén FC             | 1-0   | Juventus Managua          |             |
| Deportivo Walter Ferreti | 5-1   | ART Municipal Jalapa (en) |             |

#### Demi-finales
| Club            | Aller | Retour | Club                     | Commentaire |
| Managua FC (en) | 0-0   | 4-2    | Deportivo Walter Ferreti |             |
| Real Estelí FC  | 1-0   | 0-0    | Diriangén FC             |             |

#### Finale
| Match aller | Real Estelí FC   | 1:1   | Managua FC (en)   | Stade de l'Indépendance  |                          |
| 2 mai 2020  | Marlon López 64e | (0:0) | 69e Pablo Gállego | Arbitrage : Oscar Davila | Arbitrage : Oscar Davila |
| 2 mai 2020  | Rapport          |       |                   | Arbitrage : Oscar Davila | Arbitrage : Oscar Davila |

| Match retour | Managua FC (en)  | 1:3   | Real Estelí FC                                            | Stade olympique de l'Indépendance de Managua |                             |
| 9 mai 2020   | Carlos Félix 84e | (0:0) | 48e Manuel Rosas · 70e Brandon Ayerdis · 75e Marlon López | Arbitrage : Nitzar Sandoval                  | Arbitrage : Nitzar Sandoval |
| 9 mai 2020   | Rapport          |       |                                                           | Arbitrage : Nitzar Sandoval                  | Arbitrage : Nitzar Sandoval |

| Vainqueur du Tournoi Clausura 2020 Real Estelí FC 18e titre |

## Statistiques

### Buteurs
| Rang | Nom                  | Équipe                   | Buts |
| 1    | Fernando Villalpando | Deportivo Walter Ferreti | 10   |
| 2    | Pablo Gállego        | Managua FC (en)          | 8    |

## Classement cumulatif
| Rang | Équipe                       | Pts | J  | G  | N  | P  | Bp | Bc | Diff |
| ---- | ---------------------------- | --- | -- | -- | -- | -- | -- | -- | ---- |
| 1    | Managua FC (en)              | 69  | 36 | 20 | 9  | 7  | 69 | 40 | +29  |
| 2    | Diriangén FC                 | 67  | 36 | 19 | 10 | 7  | 47 | 26 | +21  |
| 3    | Real Estelí FC C             | 63  | 36 | 18 | 9  | 9  | 55 | 25 | +30  |
| 4    | Deportivo Walter Ferreti     | 63  | 36 | 18 | 9  | 9  | 54 | 32 | +22  |
| 5    | Juventus Managua             | 45  | 36 | 11 | 12 | 13 | 44 | 41 | +3   |
| 6    | Chinandega FC (en)           | 40  | 36 | 11 | 7  | 18 | 35 | 61 | -26  |
| 7    | Deportivo Ocotal (en)        | 37  | 36 | 9  | 10 | 17 | 32 | 52 | -20  |
| 8    | Real Madriz                  | 36  | 36 | 8  | 12 | 16 | 32 | 52 | -20  |
| 9    | ART Municipal Jalapa (en)    | 35  | 36 | 8  | 11 | 17 | 29 | 44 | -15  |
| 10   | Deportivo Las Sabanas (en) P | 35  | 36 | 8  | 11 | 17 | 28 | 52 | -24  |

| Légende : Qualifications et relégations | Légende : Qualifications et relégations                                   |
| --------------------------------------- | ------------------------------------------------------------------------- |
|                                         | Ligue de la CONCACAF 2020                                                 |
|                                         | Qualifié pour le barrage de relégation en Segunda División                |
|                                         | Relégué en Segunda División                                               |
|                                         | C Vainqueur des deux tournois de la saison P Promu de la saison 2018-2019 |

### Barrage de relégation
| Club                     | Aller | Retour | Club                      | Commentaire                   |
| Deportivo Masaya FC (en) | 2-1   | 1-3    | ART Municipal Jalapa (en) | ART Municipal Jalapa maintenu |

## Bilan du tournoi
| Tournoi de clôture du championnat de football du Nicaragua 2020 |                            |
| Champion                                                        | Real Estelí FC (18e titre) |
| Dauphin                                                         | Managua FC (en)            |
| Qualifications continentales                                    |                            |
| Ligue de la CONCACAF 2020                                       | Real Estelí FC             |
| Ligue de la CONCACAF 2020                                       | Managua FC (en)            |
| Promotions et relégations                                       |                            |
| Promus en Primera División                                      | Junior de Managua (es)     |
| Relégués en Segunda División                                    | Deportivo Las Sabanas (en) |